# Мартинес Тапие, Даниэль
Даниэ́ль Марти́нес Тапие́ (исп. Daniel Martínez Tapié; род. 21 декабря 1959, Монтевидео) — уругвайский футболист, выступавший на позиции защитника, впоследствии тренер. Большая часть карьеры Мартинеса связана с клубом «Данубио».

## Биография
Даниэль Мартинес — воспитанник клуба «Данубио», в основном составе которого он стал выступать с 1978 года. Спустя год Мартинес Тапие стал чемпионом Южной Америки в составе молодёжной сборной Уругвая. Турнир был домашним для чемпионов, которые почти не пропускали голов, сам Мартинес Тапие сыграл в шести матчах (включая три в финальной пульке) и даже забил 1 гол в ворота сборной Перу (3:0). В том же году, но уже в августе-сентябре, Мартинес занял со сборной 3-е место на молодёжном чемпионате мира. Уругвайцы уступили в полуфинале Аргентине 0:2, а затем одолели сборную Польши в матче за третье место.
В 1982 году Мартинес покинул «Данубио» и стал чемпионом Аргентины в составе «Эстудиантеса» (турнир Метрополитано), но уже в 1983 году вернулся в родную команду. В том году «дунайцы» стали вице-чемпионами Уругвая — для Мартинеса это стало наивысшим достижением за время игры в «Данубио».
С 1980 по 1985 год Мартинес выступал за сборную Уругвая, за которую провёл 30 матчей. На стыке 1980 и 1981 гг. он стал победителем Мундиалито — Золотого кубка чемпионов мира, приуроченного к 50-летию проведения первого в истории Кубка мира ФИФА.
В 1986 году Мартинес покинул «Данубио» и остаток карьеры провёл в аргентинском «Депортиво Мандию».
По окончании карьеры футболиста стал работать в структуре «Данубио». Долгие годы тренировал молодёжные команды; в 2002, 2003, а также в сентябре и ноябре 2012 гг. исполнял обязанности главного тренера «Данубио».

## Достижения
- Чемпион Аргентины (1): 1982 (Метрополитано)
- Вице-чемпион Уругвая (1): 1983
- Победитель Золотого Кубка чемпионов мира 1980/1981
- Чемпион Южной Америки среди молодёжи (1): 1979
- Третий призёр молодёжного чемпионата мира (1): 1979